# (8889) Mockturtle
(8889) Mockturtle es un asteroide perteneciente al cinturón de asteroides, región del sistema solar que se encuentra entre las órbitas de Marte y Júpiter, descubierto el 31 de julio de 1994 por Yoshisada Shimizu y el también astrónomo Takeshi Urata desde el Observatorio de Nachikatsuura, Wakayama, Japón.

## Designación y nombre
Designado provisionalmente como 1994 OC. Fue nombrado por  La Falsa Tortuga, que aparece en Alicia en el país de las maravillas de Lewis Carroll, tiene caparazón y aletas delanteras de tortuga, pero cabeza, patas traseras y cola de vaca. En una época fue una tortuga real. La Falsa Tortuga tiene “ojos grandes llenos de lágrimas”. Con una voz entrecortada por los sollozos, le canta a Alicia una canción sobre sopa de falsa tortuga.

## Características orbitales
Mockturtle está situado a una distancia media del Sol de 3,041 ua, pudiendo alejarse hasta 3,451 ua y acercarse hasta 2,631 ua. Su excentricidad es 0,135 y la inclinación orbital 11,984 grados. Emplea 1937,05 días en completar una órbita alrededor del Sol.

## Características físicas
La magnitud absoluta de Mockturtle es 12,30. Tiene 22,773 km de diámetro y su albedo se estima en 0,049.